# Bakatonosama Mahjong Manyuki
Bakatonosama Mahjong Manyuki (バカ殿様麻雀漫遊記, en Japonais) est un jeu vidéo de mah-jong développé par Monolith et édité par SNK uniquement au Japon en 1991 sur Neo-Geo MVS et Neo-Geo AES (NGM 036),,.